# Xã Lyons, Quận Minnehaha, Nam Dakota
Xã Lyons (tiếng Anh: Lyons Township) là một xã thuộc quận Minnehaha, tiểu bang Nam Dakota, Hoa Kỳ. Năm 2010, dân số của xã này là 613 người.